# 笹野山
笹野山（ささのやま）は、山形県米沢市南部にある標高660.2mの山である。

## 概要
- 当山山頂には米沢アナログテレビとFMラジオの中継局があり、置賜地方（小国町を除く）の広範囲に電波を発射している。
- デジタルテレビの米沢中継局については、該当項を参照の事。
- 地元住民には「なでらやま」「なだらやま」という名称が馴染み深い。

## 放送送信所施設
| 放送局名                    | テレビチャンネル/ ラジオ周波数 | 空中線電力               | ERP                      | 放送対象地域             | 放送区域内世帯数         | 偏波面                   |                          |
| 米沢アナログテレビ中継局    | 米沢アナログテレビ中継局       | 米沢アナログテレビ中継局 | 米沢アナログテレビ中継局 | 米沢アナログテレビ中継局 | 米沢アナログテレビ中継局 | 米沢アナログテレビ中継局 | 米沢アナログテレビ中継局 |
| --------------------------- | ------------------------------ | ------------------------ | ------------------------ | ------------------------ | ------------------------ | ------------------------ | ------------------------ |
| NHK山形教育テレビ           | 50ch                           | 映像100W 音声25W         | 映像930W 音声230W        | 全国                     | 約4万1000世帯            | 水平偏波                 |                          |
| NHK山形総合テレビ           | 52ch                           | 映像100W 音声25W         | 映像930W 音声230W        | 山形県                   | 約4万1000世帯            | 水平偏波                 |                          |
| YBC山形放送                 | 54ch                           | 映像100W 音声25W         | 映像930W 音声230W        | 山形県                   | 約4万1000世帯            | 水平偏波                 |                          |
| TUYテレビユー山形           | 56ch                           | 映像100W 音声25W         | 映像930W 音声230W        | 山形県                   | 約4万1000世帯            | 水平偏波                 |                          |
| YTS山形テレビ               | 58ch                           | 映像100W 音声25W         | 映像930W 音声230W        | 山形県                   | 約4万1000世帯            | 水平偏波                 |                          |
| SAYさくらんぼテレビジョン   | 60ch                           | 映像100W 音声25W         | 映像930W 音声230W        | 山形県                   | 約4万1000世帯            | 水平偏波                 |                          |
| 米沢FMラジオ中継局          |                                |                          |                          |                          |                          |                          |                          |
| Rhythm Station エフエム山形 | 77.3MHz                        | 音声100W                 | 音声93W                  | 山形県                   | 5万7993世帯              | 水平偏波                 |                          |
| NHK山形FM放送               | 84.2MHz                        | 音声10W                  | 音声9.3W                 | 山形県                   | 4万1249世帯              | 水平偏波                 |                          |

- FM山形の可聴エリアは、米沢市・東置賜郡高畠町・東置賜郡川西町の全域、南陽市・西置賜郡飯豊町の広範囲、長井市・西置賜郡白鷹町の一部地域。
- デジタルテレビについては、天元台高原に中継局が置かれ、エリアカバーされたため、当地にデジタル中継局は置かれず、2011年7月24日のアナログ波停波を以って、テレビ中継局は廃局となった。

## その他
- 中継局置局住所は、米沢市赤芝町字長峰244番2号。
- 山形放送、山形テレビ、テレビユー山形はそれぞれ単独鉄塔。FM山形とさくらんぼテレビはNHKの送信塔を間借りしている。
- FM山形の増力（10W→100W）は2002年10月[1]に実施。長井市など、主に西置賜地域での受信状態改善を目的としている。それでもなお、小国町はFM山形の聴取エリア外である（中継局も未設置）。NHK-FMは置賜地方では他に、長井中継局と白鷹中継局、小国中継局を置いている。（NHK-FMは米沢中継局が10Wに対し、長井中継局が100Wと出力が高い。FM山形は長井地区に中継局を置いていないものの、米沢中継局を増力することで長井地区での聴取を可能にしている。）FM山形の増力前放送区域内世帯数は、4万1249世帯だった。

## 周辺
- 笹野観音
- 愛宕山
- 愛宕神社
- 幸徳院
- 米沢市営小野川スキー場